# Oreothlypis luciae
Oreothlypis luciae là một loài chim trong họ Parulidae.